# Buritama
Buritama este un oraș în São Paulo (SP), Brazilia.